# Kloster San Benedetto in Conversano
Das Kloster San Benedetto in Conversano war eine bedeutende Zisterzienserinnenabtei in Conversano im italienischen Apulien. Die Äbtissinnen des Klosters von San Benedetto verfügten aufgrund eines päpstlichen Privilegs über soviel geistliche und weltliche Macht, dass sie das Recht hatten, als Zeichen ihres Amtes außer dem Krummstab und dem Ring auch die Mitra eines Bischofs zu tragen. Dies trug schon der ersten Äbtissin Dameta Paleologo vonseiten der dortigen Bischöfe den Beinamen „Monstrum Apuliae“ („Monstrum Apuliens“) ein.

## Geschichte

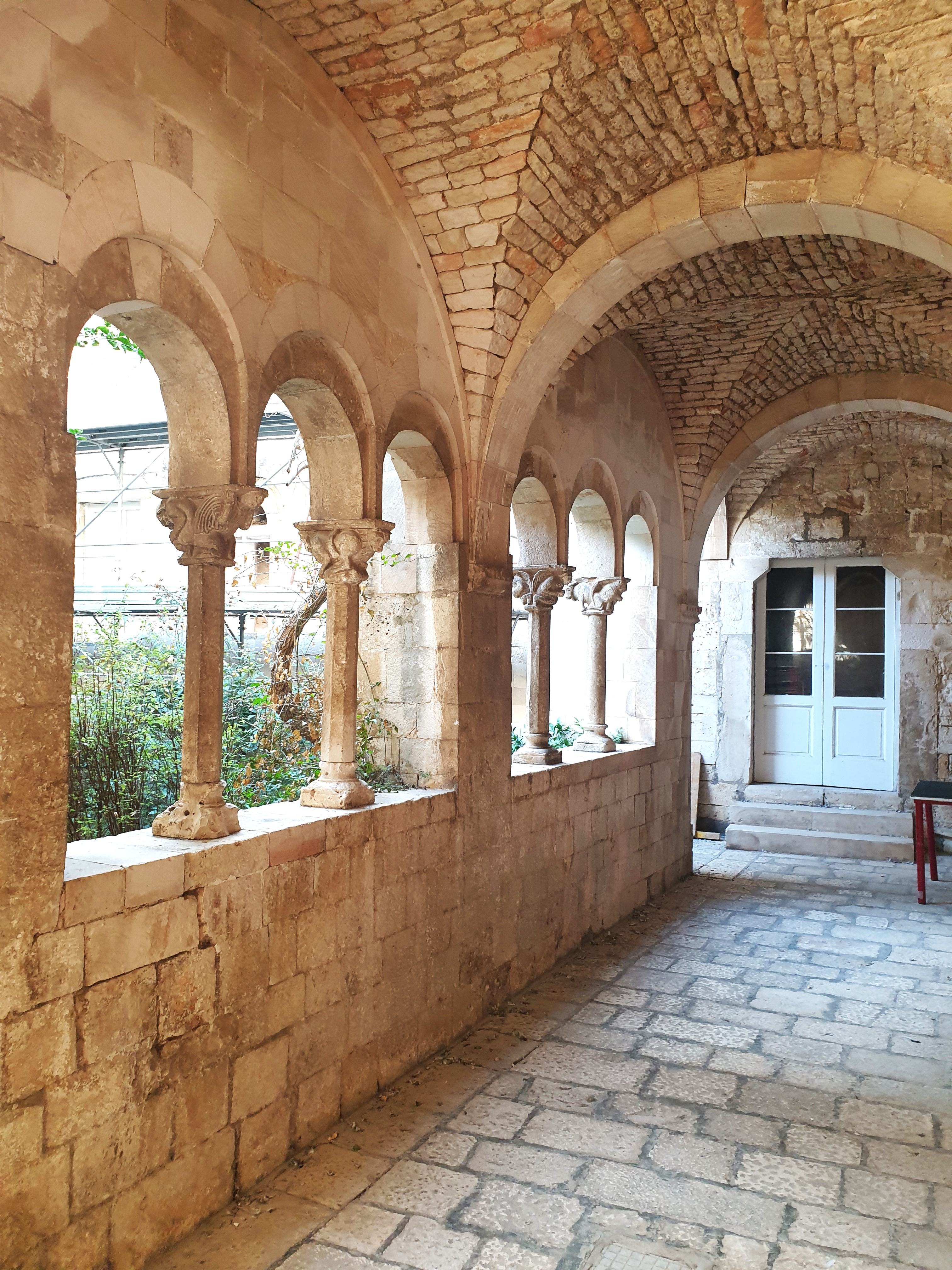
Romanischer Kreuzgang, Westflügel

Ursprünglich war das Kloster eine Niederlassung der Benediktiner, der Überlieferung nach im 6. Jahrhundert gegründet durch den heiligen Maurus oder den heiligen Placidus. Nachweislich bestand das Kloster seit dem 10. Jahrhundert. Unter den Staufern wurde es ein freies Reichskloster. Karl I. von Anjou hob die Abtei auf und besetzte sie 1267 neu mit aus Griechenland geflohenen Zisterzienserinnen.
Die Zisterzienserinnen stammten aus dem Kloster De viridario Beatae Mariae in der Diözese Modon (heute Methoni) auf dem Peloponnes, das dort unter der fränkischen Kreuzfahrerherrschaft gegründet worden war. Nach der Zerstörung dieses Konvents durch die Griechen wurden die Nonnen mit ihrer Äbtissin Demeta Palaeologina vertrieben. 1271 beschloss das Generalkapitel des Zisterzienserordens, die Abtei Conversano der Aufsicht des Abtes des Klosters Daphni bei Athen zu unterstellen und ihn als Visitator des Konvents einzusetzen. Zwei Visitationen aus Daphni sind in den Quellen nachweisbar. 1271 stand der Abt von Daphni der Neuwahl einer Äbtissin nach dem Tode Demetas vor; 1283 besuchte ein Abt namens Peter den Konvent. Die Aufhebung des Klosters erfolgte 1866.

## Bau und Anlage

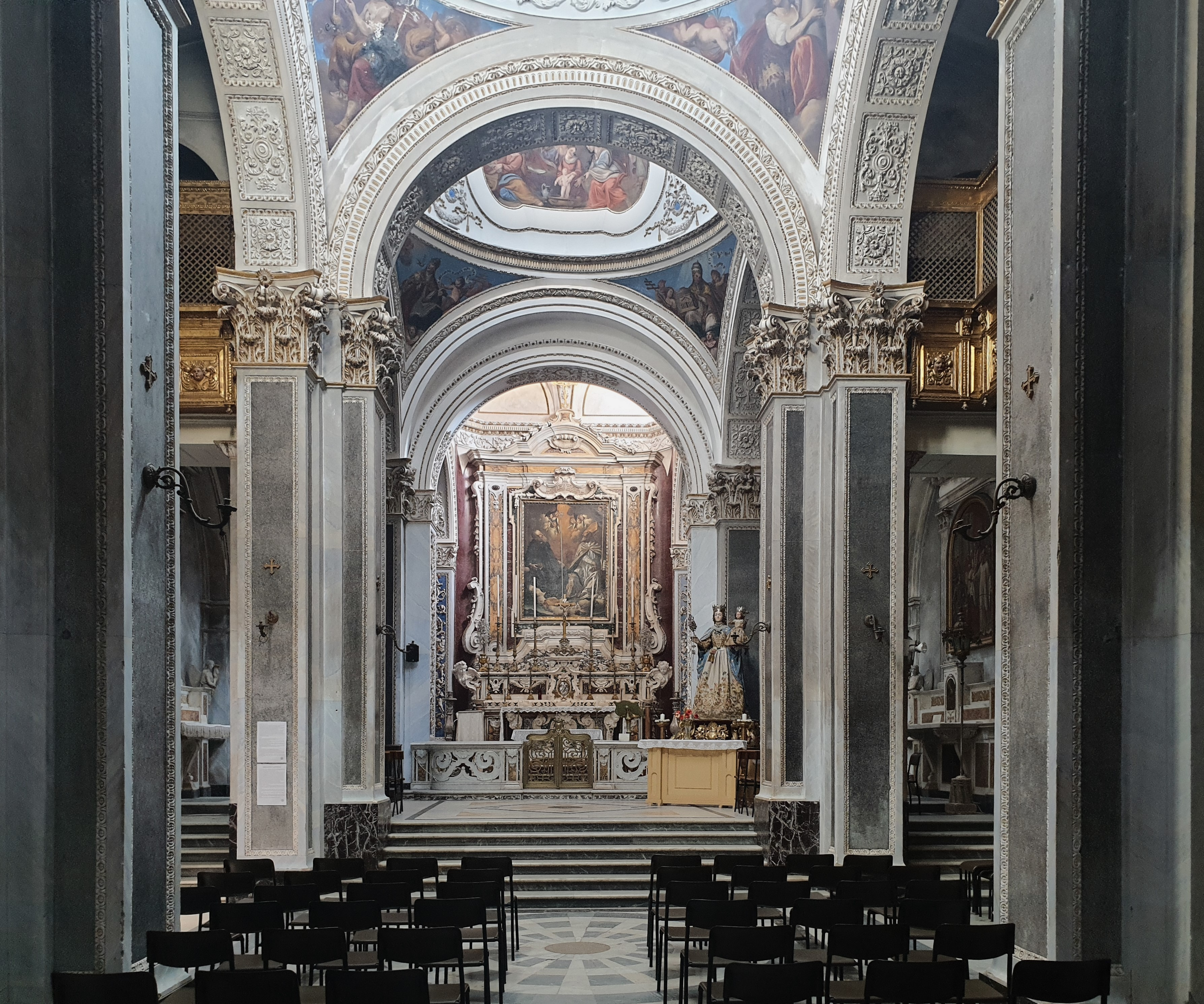
Klosterkirche; Inneres Richtung Osten

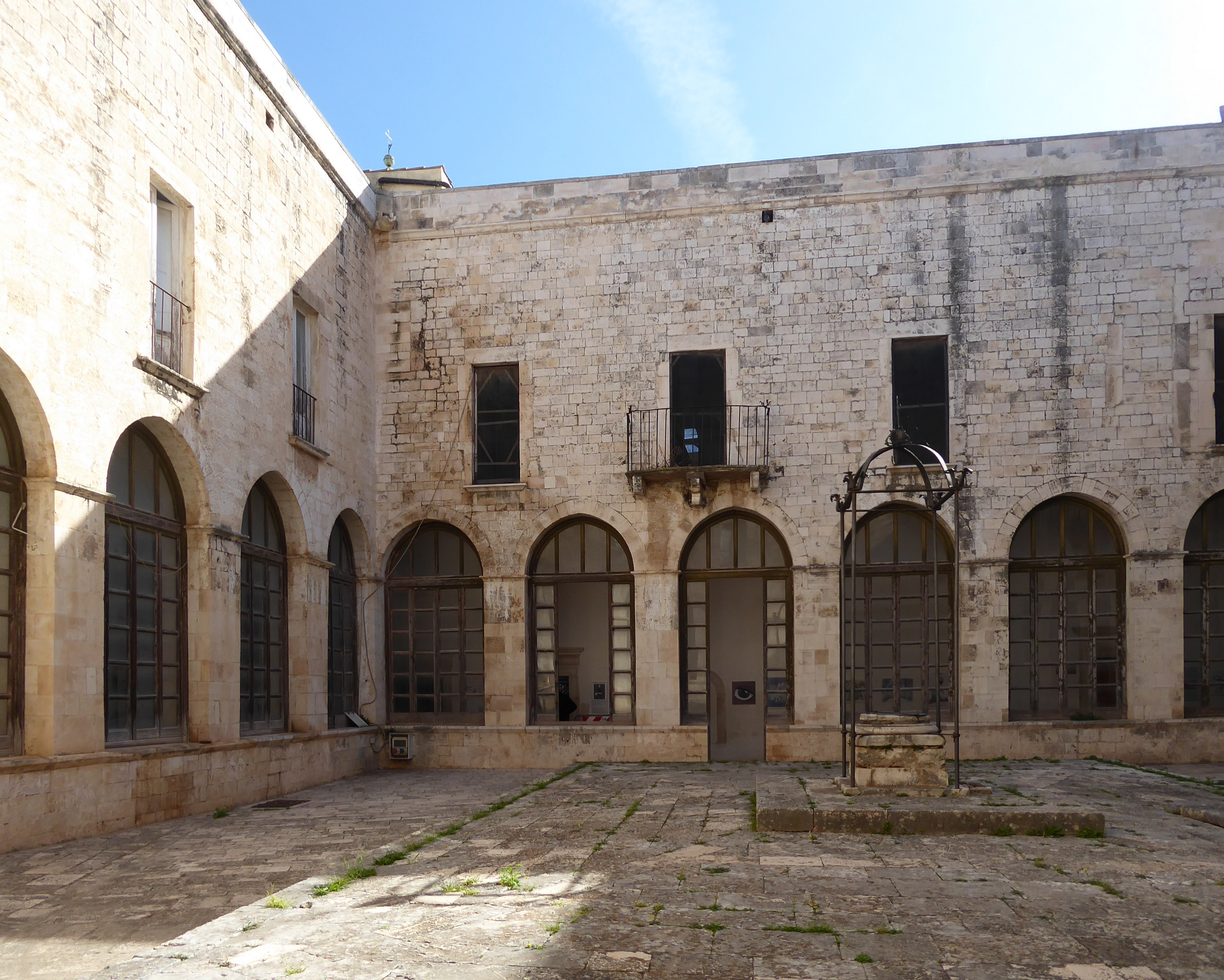
Der Renaissancekreuzgang

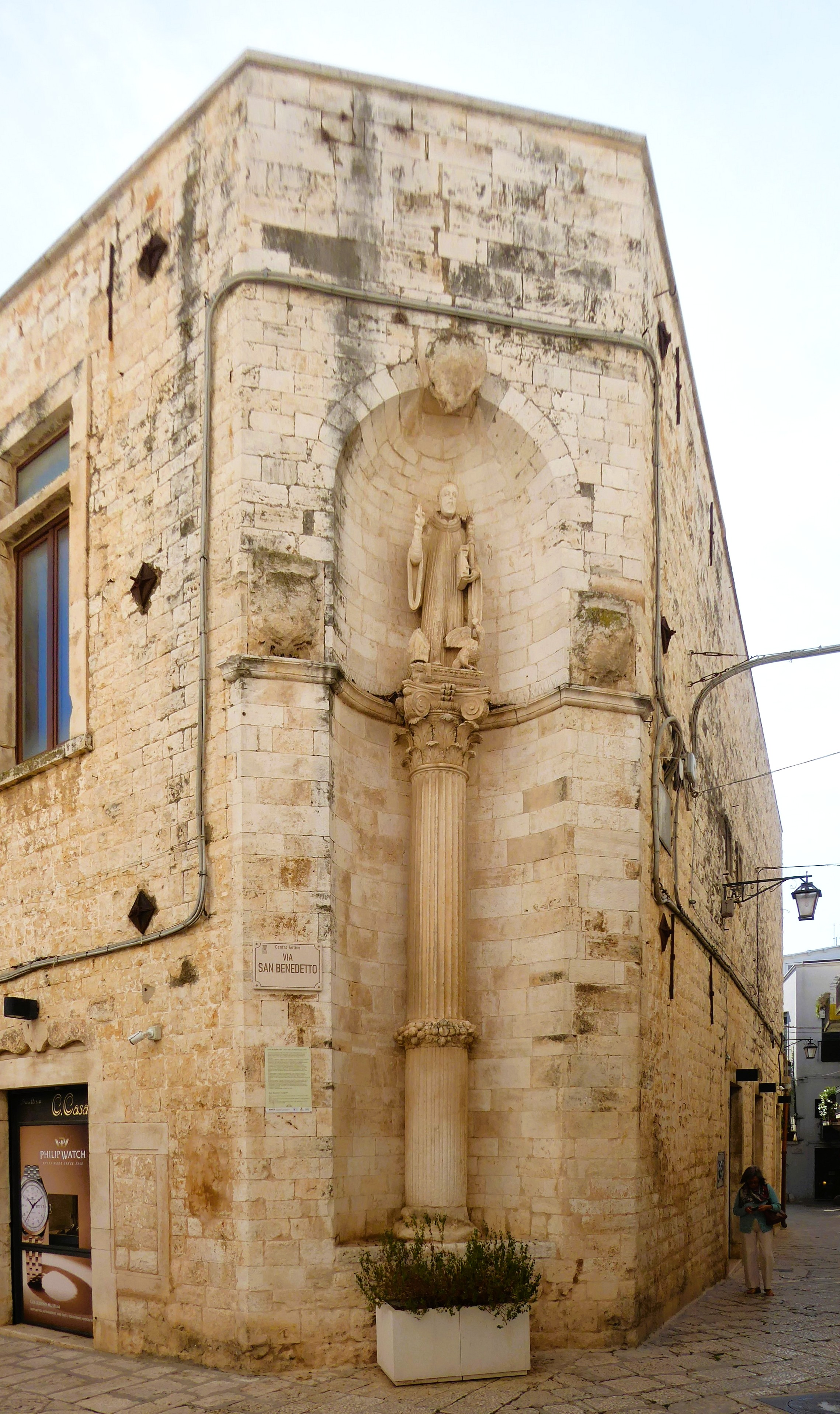
Benediktsäule, 1605/20

Das in der Altstadt Conversanos nahezu vollständig erhaltene Kloster umfasst Bauwerke, die im Kern auf die Zeit vor das 10. Jahrhundert zurückgehen. Das Klostergelände umfasst ein größeres Areal innerhalb der früheren Stadtmauern auf der Ostseite der Stadt unmittelbar südöstlich der Kathedrale. Das Areal gliedert sich um die beiden früheren Kreuzgangshöfe. Die Osthälfte des Klostergeländes südlich der Abteikirche bewahrt die mittelalterlichen Teile um den auf einem unregelmäßigen trapezförmigen Grundriss errichteten Kreuzgang aus dem 12. Jahrhundert, von dem der West- und der Nordflügel mit teilweise kunstvoll gestalteten Kapitellen erhalten sind. Südlich des Kreuzgang befindet sich das Refektorium. Unter der Chorraum der Abteikirche findet sich mit der vermutlich vor dem 10. Jahrhundert erbauten Krypta des älteste erhaltene Bauwerk des Klosters. Die Krypta zeigt eine urtümliche Bauform. Sie ist ein schmaler Raum, der im Osten mit vier Apsiden schließt. Die Kirche und die mittelalterlichen Klosterbauten wurden zwischen 1085 und 1136 umfassend renoviert und erweitert. In den nachmittelalterlichen barockisierten Gebäuden ist die Struktur der Anlage heute im Äußeren noch am normannischen Glockenturm an der Nordwestecke des Gotteshauses und in der Bauform der Kirche erkennbar, die zu einer Gruppe von apulischen Mehrkuppelkirchen gehört. Die Bauform der Kirche mit ihren drei Kuppeln und seitlichen Halbtonnen ist vergleichbar den Dreikuppelkirchen der Benediktinerklöster von San Francesco in Trani und der  Kirche Ognissanti in Valenzano. 
Westlich an den mittelalterlichen Gebäudebestand schließt sich der größere Teil der Abtei mit Bauwerken der Spätrenaissance um den großen Kreuzgang an, der vermutlich im Jahr 1605 entstanden ist. Zur selben Zeit wurde an der äußeren Nordwestecke des Klosters mit Blick auf die Kathedrale eine Säule mit einer Statue des heiligen Benedikt errichtet. Die Klosterkirche wurde mehrfach umgestaltet. Dies geschah insbesondere im 16. Jahrhundert, als die drei Apsiden entfernt wurden, um mit einem neuen Chorraum Platz für einen großen Hauptaltar und eine der Madonna del Rosario gewidmete Kapelle zu schaffen. Im 17. Jahrhundert wurde die Kirche weiteren Umbauarbeiten unterzogen. Im Jahr 1655 wurde der hohe barocke Glockenturm über dem äußeren Portal der Klostermauer aus Ziegeln und Càrparo-Naturstein errichtet, dessen Wechsel aus Rot- und Weißtönen einen wirkungsvollen Farbkontrast bilden. Das Dach des Glockenturms und die vergrößerte Hauptkuppel der Kirche wurden mit polychromen Majolikaziegeln ausgestattet, die jedoch ihre Wirkung erst durch die Fernsicht entfalten, da beide Bauwerke in den engen Straßen der Altstadt kaum sichtbar sind. Im Jahr 1658 wurde der ursprüngliche Seiteneingang der Kirche durch einen größeren ersetzt. Es handelte sich dabei um ein repräsentatives Portal im Renaissancestil, an dessen Seiten zwei Löwenpaare angebracht wurden. Das Innere der Kirche wurde ab dem 18. Jahrhundert barockisiert und reich mit Fresken ausgeschmückt. Der Chor wird auf das Jahr 1716 datiert, während der Hauptaltar aus polychromem Marmor vermutlich im Jahr 1766 geschaffen wurde. Das Innere der Kirche wurde grundlegend im 19. Jahrhundert restauriert.